# Mumtaz Qadri
Malik Mumtaz Hussain Qadri, né en 1985 à Rawalpindi (Pakistan) et mort le 29 février 2016 dans la même ville, plus connu sous le nom Mumtaz Qadri, est l'assassin de Salman Taseer, Gouverneur du Pendjab. Qadri était membre d'un commando d'élite de la police et, au moment de l'assassinat, des gardes du corps personnels affectés à protéger Salman Taseer. Adepte de la branche barelvi de l'islam, il assassine Taseer le 4 janvier 2011. Il affirme avoir tué le gouverneur parce qu'il s'était exprimé en faveur d'Asia Bibi, une chrétienne pakistanaise reconnue coupable de blasphème et condamnée à mort. Qadri est condamné à mort par la Haute Cour d'Islamabad et pendu en février 2016.

## Vie et carrière
Qadri naît en 1985 à Rawalpindi, au Pendjab. Son père est vendeur de légumes à Rawalpindi. Qadri rejoint la Police du Pendjab en 2002 et est promu membre d'un commando d'élite en 2007. En 2009, il se marie. En 2010, il rejoint l'escouade des gardes de sécurité de l'ancien Gouverneur du Pendjab, Salman Taseer.

## Meurtre de Taseer et arrestation
Dans la soirée du 4 janvier 2011, le Gouverneur Taseer se trouve dans le quartier de Koshar Market à Islamabad. Qadri, qui l'accompagne en tant que garde du corps, tire sur lui 28 fois et le tue. Il se rend immédiatement après la fusillade, et est arrêté. Qadri indique avoir tué le Gouverneur en raison de ses positions contre la loi sur le blasphème au Pakistan, ainsi que pour ses propos en défense d'Asia Bibi, condamnée à mort pour blasphème contre le prophète de l'Islam Mahomet.
Dès le jour de son arrestation, il reste en garde à vue pour une durée de cinq jours. Il comparait devant la cour le 9 janvier 2011 et avoue avoir tué Salman Taseer en raison de ses propos à l'encontre de la loi sur le blasphème. Lors de sa comparution, plus de 300 avocats offrent de le représenter à titre gratuit. Le 10 janvier 2011, il est envoyé à la Prison d'Adiala. En raison de problèmes de sécurité, son procès a lieu dans la Prison d'Adiala et commence le 14 janvier 2011. Il est inculpé pour le meurtre du Gouverneur du Pendjab.

### L'exécution
Le 10 octobre 2011, la cour le juge coupable et le condamne à mort. Il dépose un pourvoi devant la Haute Cour d'Islamabad le 6 octobre 2011, et est admis en appel le 11 octobre 2011. Son appel est rejeté en décembre 2015, et il est pendu le 29 février 2016 autour de 4:30 du matin à la Prison d'Adiala à Rawalpindi. Les funérailles de Mumtaz Qadri ont lieu le 1er mars 2016 au Liaqat National Bagh à Rawalpindi. Selon une estimation, les obsèques ont été suivies par plus de 100 000 personnes, dont Hamid Saeed Kazmi. La Haute Autorité de régulation des médias électroniques du Pakistan interdit la radiodiffusion de ses funérailles qui constitue une violation de l'article 19 de la Constitution du Pakistan. L'Union Fédérale des Journalistes du Pakistan a condamné cette interdiction. Il a également été noté que les Barelvis ont assisté aux funérailles en grand nombre. Qadri est enterré dans un village Bara Kahu à Islamabad,.

### Réaction

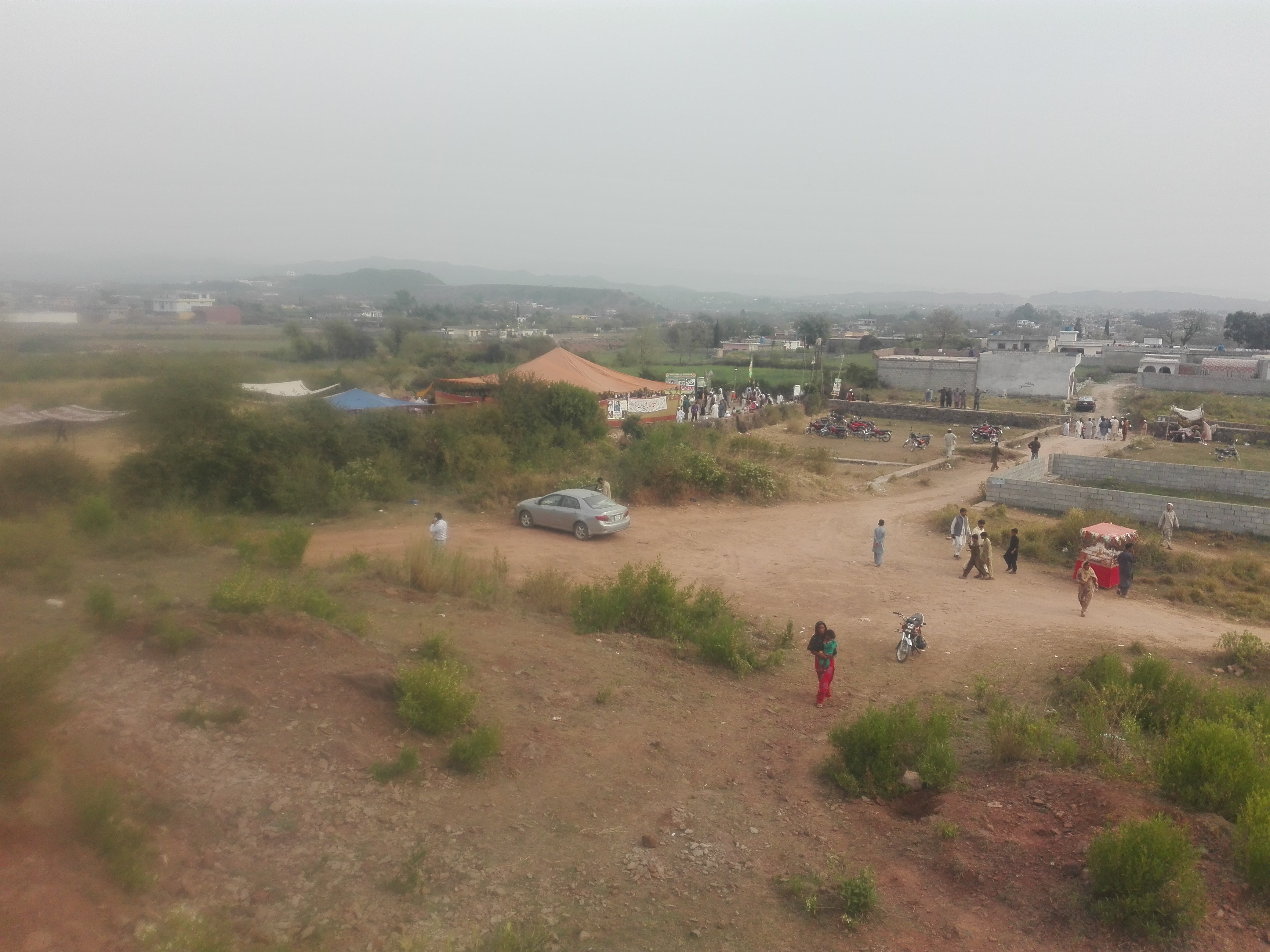
Tombe de Mumtaz Qadri.

Des manifestations contre l'exécution, orchestrées par les organisations islamistes sunnites ont débuté immédiatement à travers le pays. Des militants ont protesté dans les grandes villes du Pakistan, incluant Islamabad, Karachi, Lahore et Peshawar. Des avocats à Islamabad ont appelé à un jour de grève contre la décision. L'organisation Barelevi Sunni Tehreek a annoncé des manifestations dans tout le pays. Le metrobus entre Rawalpindi et Islamabad a également été suspendu en raison de protestations dans la ville. Les marchés et les centres d'affaires ont été fermés et des perturbations dans la circulation ont été signalées dans différents endroits de Lahore, Karachi et Islamabad. 
L'adulation que Qadri reçoit à la suite de son exécution a été comparée à celle d'Ilm-ud-din, qui a assassiné un éditeur de livres en 1929. Cependant, la décision de son exécution fut soutenue par de nombreux érudits islamiques. Mohammad Khan Sherani, président du Conseil de l'Idéologie Islamique, a déclaré que « l'acte de Mumtaz Qadri bien que motivée par le sentiment religieux était illégal parce qu'il avait pris la loi dans ses propres mains devait faire face à la punition, parce que nul n'est au-dessus de la loi ». Les sympathisants de Qadri ont également affirmé qu'il avait été pendu le 29 février, une date qui revient tous les quatre ans, afin de nier son anniversaire.
Le 27 mars 2016, vingt-cinq mille personnes étaient rassemblées à Liaquat National Bagh à Rawalpindi. Dix mille d'entre elles ont défilé à partir de Rawalpindi, dans la Zone Rouge à Islamabad, pour la commémoration de la mort de Qadri, qui intervient à la fin de la quarantième journée concluant la période de deuil. Les manifestants ont incendié un poste du Metrobus Rawalpindi-Islamabad et plusieurs voitures garées là. Plusieurs grandes artères menant à la ville ont été fermées, et le service cellulaire suspendu. Ils organisèrent un sit-in devant le Parlement du Pakistan et refusèrent de le quitter, tant que la Charia ne sera pas imposée dans tout le Pakistan. L'armée pakistanaise a été appelée pour disperser les manifestants. Le même jour, les manifestants portant des photos de Qadri ont attaqué le Club de Presse de Karachi, et brûlé une voiture appartenant à Jaag TV, en guise de représailles contre la presse pour le « manque de couverture de l'événement ». Le jour même un attentat à la bombe dans Gulshan-e-Iqbal Parc à Lahore tue 69 personnes.
Des centaines de personnes visitent chaque jour sa tombe, qui est devenue un lieu de pèlerinage.

## Monuments
En 2014, une mosquée barelvi est construite à Islamabad et nommée d'après Mumtaz Qadri. À partir de 2014, la mosquée est si populaire qu'il a fallu en augmenter les fonds pour doubler les capacités d'accueil.